# Mellansjön (Älvdalens socken, Dalarna)
Mellansjön är en sjö i Älvdalens kommun i Dalarna och ingår i Dalälvens huvudavrinningsområde. Sjön har en area på 1,71 kvadratkilometer och ligger 396,1 meter över havet. Sjön avvattnas av vattendraget Dysån (Uppdjusån).

## Delavrinningsområde
Mellansjön ingår i det delavrinningsområde (678075-139580) som SMHI kallar för Utloppet av Mellansjön. Medelhöjden är 427 meter över havet och ytan är 19,77 kvadratkilometer. Räknas de 5 avrinningsområdena uppströms in blir den ackumulerade arean 69,65 kvadratkilometer. Dysån (Uppdjusån) som avvattnar avrinningsområdet har biflödesordning 2, vilket innebär att vattnet flödar genom totalt 2 vattendrag innan det når havet efter 361 kilometer. Avrinningsområdet består mestadels av skog (70 procent) och sankmarker (15 procent). Avrinningsområdet har 2,17 kvadratkilometer vattenytor vilket ger det en sjöprocent på 10,9 procent.